# Elizabeth Marvel
Elizabeth Marvel (* 27. November 1969 in Orange County, Kalifornien) ist eine US-amerikanische Schauspielerin.

## Leben
Marvel ist seit 1998 als Film- und Fernsehschauspielerin aktiv. Sie spielte u. a. in True Grit die erwachsene Mattie Ross sowie in Burn After Reading – Wer verbrennt sich hier die Finger?, die beide von den Brüdern Ethan und Joel Coen gedreht wurden. Außerdem spielte sie Rollen in den international erfolgreichen Filmen Das Bourne Vermächtnis und Hyde Park am Hudson.
In der Politserie House of Cards verkörperte sie zwischen 2014 und 2016 die Rolle des United States Solicitor General Heather Dunbar. 2017 übernahm sie in der sechsten Staffel der Spionage-Serie Homeland die Rolle der US-Präsidentin Elizabeth Keane.
Sie ist seit 2004 mit ihrem Schauspielkollegen Bill Camp verheiratet. Gemeinsam sind sie Eltern eines Sohnes.

## Filmografie (Auswahl)

### Filme
- 2005: The Dying Gaul
- 2008: The Guitar
- 2008: Pretty Bird
- 2008: Synecdoche, New York
- 2008: Burn After Reading – Wer verbrennt sich hier die Finger? (Burn After Reading)
- 2009: The Other Woman
- 2010: True Grit (True Grit)
- 2012: Das Bourne Vermächtnis (The Bourne Legacy)
- 2012: Hyde Park am Hudson (Hyde Park on Hudson)
- 2012: Lincoln
- 2014: A Most Violent Year
- 2017: Begabt – Die Gleichung eines Lebens (Gifted)
- 2017: The Meyerowitz Stories (New and Selected)
- 2018: Land der Gewohnheit (The Land of Steady Habits)
- 2019: Swallow
- 2020: Neues aus der Welt (News of the World)
- 2023: Die Farbe Lila (The Color Purple)
- 2025: G20

### Serien
- 1998: Homicide (Homicide: Life on the Street, Folge 6x17)
- 1999: New York Undercover (Folge 4x13)
- 2000–2004: The District – Einsatz in Washington (The District, 88 Folgen)
- 2001–2005: Criminal Intent – Verbrechen im Visier (Law & Order: Criminal Intent, 2 Folgen)
- 2007: Kidnapped – 13 Tage Hoffnung (Kidnapped, 2 Folgen)
- 2008–2009: Law & Order (2 Folgen)
- 2009: 30 Rock (Folge 3x18)
- 2009: Good Wife (The Good Wife, Folge 1x03)
- 2009–2010: Nurse Jackie (3 Folgen)
- 2010: Past Life (2 Folgen)
- 2010, 2012–2017, 2021: Law & Order: Special Victims Unit (15 Folgen)
- 2011: Lights Out (9 Folgen)
- 2012: The Newsroom (Folge 1x01)
- 2012, 2015: Person of Interest (6 Folgen)
- 2013: White Collar (Folge 5x04)
- 2013: Elementary (Folge 2x10)
- 2014–2016: House of Cards (23 Folgen)
- 2015: Fargo (5 Folgen)
- 2016–2018: Homeland (24 Folgen)
- 2019: Unbelievable (4 Folgen)
- 2019–2020: Manifest  (8 Folgen)
- 2020: Helstrom (10 Folgen)
- 2022: The Dropout (5 Folgen)
- 2023: Mrs. Davis (5 Folgen)
- 2023: Love and Death (4 Folgen)
- 2024: Aus Mangel an Beweisen (Presumed Innocent, Miniserie)
- 2024: Law & Order (Fernsehserie, 1 Folge)